# Lucía Corrales Álvarez
Lucía Corrales Álvarez (Inca, Mallorca, 24 de novembre de 2005) és una futbolista mallorquina esquerrana que juga al Futbol Club Barcelona Femení. Es va formar a l'Atlètic Balears i formà part de la primera generació d'al·lotes que va formar part de la Masia.
Després de jugar amb el Barça B, va debutar amb el primer equip del Barça amb només disset anys i cinc mesos i dos dies abans de fer els 18, va debutar a la Lliga de Campions. L'octubre del 2022 es va proclamar campiona del món sub-17 amb la selecció espanyola, i el juliol del 2023, campiona d'Europa sub-19.

## Carrera professional
Temporada 2019-2020
Durant la temporada 2019-2020, Corrales va fer una entrada impactant al món del futbol jugant per la UD Collerense amb només 15 anys. Aquesta oportunitat li va proporcionar l'escenari perfecte per destacar i mostrar el seu talent excepcional. Gràcies al seu alt rendiment, va atraure l'atenció del Club Atlètic Balears.
Temporada 2020-2021
Durant la temporada, la jugadora va tenir l'oportunitat de destacar al camp de joc en representació de l'Atlètic Balears a la categoria de Primera Nacional, deixant una empremta significativa amb la seva habilitat i destresa. Amb un total de 9 gols a la seva fitxa, va captar l'atenció del FC Barcelona.
La seva notable efectivitat davant de la porteria no va passar desapercebuda per l'atenta mirada dels reclutadors del Barça, que van reconèixer en ella un veritable talent amb un gran potencial per contribuir al rendiment del seu equip. Impressionats per les seves habilitats, van decidir apostar per ella, oferint-li l'oportunitat de continuar el seu desenvolupament esportiu al club català.
Lucía Corrales no va dubtar a acceptar l'oportunitat de traslladar-se fins a Barcelona per unir-se al FC Barcelona. La seva decisió de viure a la Masia, un referent en la formació de joves talents futbolístics, la consolida com una de les pioneres a afrontar aquesta apassionant etapa de creixement professional i personal.
Temporada 2021-Actualitat
Quan Lucía va fitxar pel FC Barcelona, ho va fer pel Barça B. Durant dues temporades va estar en el filial fins que en la temporada 2023-2024, feu el salt de jugar al primer equip.
Va debutar al primer equip del FC Barcelona amb només 17 anys, 5 mesos i 11 dies. Va saltar al terreny de joc a falta de 15 minuts per al final del partit, acompanyada per la seva companya Martina Fernández. Aquest fet la converteix en la vuitena jugadora més jove a debutar amb el primer equip del FC Barcelona femení.
El seu debut no només es va limitar a l'escenari estatal, ja que el 24 de novembre, Lucía va debutar en un partit de la Lliga de Campions contra l'Eintracht de Frankfurt amb només 18 anys acabats de fer.

## Carrera internacional[7]
Va ser convocada per primera vegada en la selecció espanyola sub-17 el 13 d'agost del 2021 conjuntament amb Carla Bermejo, la qual era la seva excompanya d'equip en l'Atlético Baleares. En el torneig de Montaigu (França) es va estrenar amb la selecció.
Durant el mundial sub-17 (2022), Lucía Corrales va marcar el gol de la victòria en les semifinals, contra Alemanya. Gràcies a això van accedir a la final contra Colòmbia, una de les seleccions més dures del torneig.
A més a més, també s'ha proclamat campiona d'Europa amb el Sub-19 (2023). Després de guanyar contra Alemanya amb una final molt emocionant on va anar a tandes de penals i va acabar amb un 3-2 a favor d'Espanya. A més a més, es va proclamar la màxima assistent de gols en el torneig, amb 3 assistències.

## Palmarès
En el seu palmarès hi destaca:
- Campiona del món amb la selecció espanyola Sub-17
- Ascens a 1a RFEF amb el FC Barcelona “B”
- Campiona de lliga de 1a RFEF amb el FC Barcelona “B”
- Campiona d’Europa Sub-19 amb la selecció espanyola

## Estadístiques[11]
| Club            | Temporada        | Lliga       | Lliga   | Lliga | Champions | Champions | Internacional | Internacional | Total   | Total |
| Club            | Temporada        | Div.        | Partits | Gols  | Partit    | Gols      | Partit.       | Gols          | Partit. | Gols  |
| Collerense B    | 2019-2020        | Preferent   |         |       | -         | -         |               |               |         |       |
| Atlètic Balears | 2020-2021        | 1a Nacional | 12      | 9     | -         | -         |               |               | 12      | 9     |
| Barcelona B     | 2021-2022        | 2 RFEF      | 9       | 2     | -         | -         |               |               | 9       | 2     |
| Barcelona B     | 2022-2023        | 1 Federació | 15      | 5     | -         | -         | 10            | 3             | 25      | 8     |
| Barcelona B     | 2023- Actualitat | 1 Federació | 1       | 0     | -         | -         | 5             | 0             | 13      | 0     |
| Barcelona       | 2023- Actualitat | 1r Esp.     | 6       | 0     | 1         | 0         | 5             | 0             | 13      | 0     |